# Parategastes coetzeei
Parategastes coetzeei is een eenoogkreeftjessoort uit de familie van de Tegastidae. De wetenschappelijke naam van de soort is voor het eerst geldig gepubliceerd in 1980 door Kunz.